# Psi1 Aquarii
Psi1 Aquarii (ψ1 Aquarii, förkortat Psi1 Aqr, ψ1 Aqr) som är stjärnans Bayerbeteckning, är en trippelstjärna belägen i den östra delen av stjärnbilden Vattumannen. Den har en skenbar magnitud på 4,25 och är synlig för blotta ögat där ljusföroreningar ej förekommer. Baserat på parallaxmätning inom Hipparcosuppdraget på ca 21,8 mas, beräknas den befinna sig på ett avstånd på ca 150 ljusår (ca 46 parsek) från solen.

## Egenskaper
Primärstjärnan Psi1 Aquarii A är en orange till röd jättestjärna av spektralklass K1 III. Den har en massa som är ca 1,4 gånger större än solens massa, en radie som är ca 11 gånger större än solens och utsänder från dess fotosfär ca 54 gånger mera energi än solen vid en effektiv temperatur av ca 4 700 K.
Psi1 Aquarii A har en gemensam rörelse genom rymden med två andra stjärnor, Psi1 Aquarii B och C, vilket tyder på att de är fysiskt förbundna. Det senare paret bildar en dubbelstjärna belägen med en vinkelseparation på 52 bågsekunder från primärstjärnan. De är två stjärnor av skenbar magnitud 9,62 respektive 10,10 separerade med 0,3 bågsekunder från varandra.
År 2003 tillkännagavs upptäckten av en exoplanet som kretsar kring Psi1 Aquarii A. Trots meningsskiljaktigheter bekräftades den igen den 3 januari 2011 av konferensen "Planetary Systems Beyond Main Sequence", Bamberg 2010 (Quirrenbach et al.).